# Ostensorium

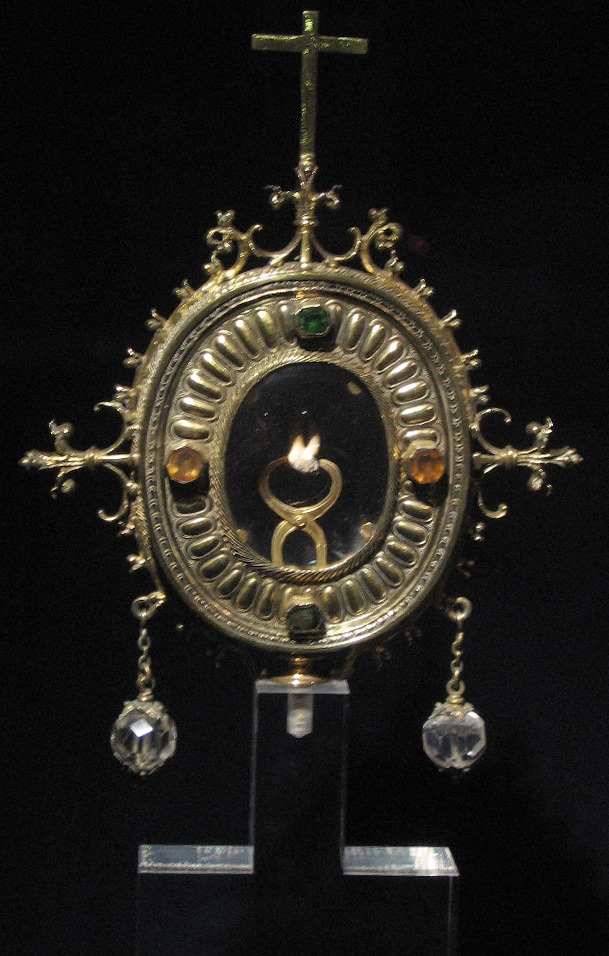
Ostensorium mit einem Zahn, der hl. Apollonia zugeschrieben, im Domschatz der Kathedrale von Porto in Portugal

Ein Ostensorium (von lateinisch ostendere, ‚entgegenhalten‘, ‚zeigen‘) ist ein Schaugefäß, in dem ein Gegenstand zur religiösen Verehrung gezeigt oder bei einer Prozession mitgeführt werden kann.

## Reliquienostensorium
Reliquien von Heiligen genossen von den Anfängen des Christentums an besondere Wertschätzung und Verehrung. Sie wurden in Reliquiaren aufbewahrt und verehrt, meist runde oder kastenähnliche, zunehmend künstlerisch verzierte Kapseln, später auch in Büsten- und Statuettenform. Am bekanntesten sind die Reliquienschreine.
Vereinzelt ab dem 9. Jahrhundert und verbreitet ab dem 13. Jahrhundert ging man dazu über, die Reliquien sichtbar aufzubewahren und zur Verehrung zu präsentieren, etwa bei Prozessionen oder Gottesdiensten. Es entstanden zum Teil kostbare verglaste Schaugefäße, Reliquienostensorium oder Reliquienmonstranz genannt. Je nach der Form unterscheidet man Röhrenreliquiare mit liegendem oder stehendem Kristallzylinder zur Aufnahme der Reliquie oder Scheibenreliquiare mit rundem oder ovalem Schaugefäß.

## Agnus-Dei-Ostensorium
Seit dem 9. Jahrhundert entstand in Rom der Brauch, dass während der Kartage 3 bis 5 cm große runde Wachstäfelchen mit dem eingeprägten, einem Siegel ähnlichen Relief des Gotteslammes, „Agnus Dei“ genannt, gesegnet und am Samstag nach Ostern an die Gläubigen ausgeteilt wurden. Diese nahmen sie als Sakramentalien für die private Andacht nach Hause. Im 15. Jahrhundert segnete ausschließlich der Papst diese Täfelchen, und zwar im ersten und danach in jedem siebenten Jahr seiner Regierung. Zur Verwahrung dienten Metallkapseln oder aber monstranzartige Behälter, die Agnus-Dei-Ostensorien, die oft kunstvoll ausgestaltet wurden.

## Monstranz
Eine Sonderform und die heute bekannteste Form eines Ostensoriums ist die Monstranz, ein vorwiegend aus Edelmetall gefertigtes Schaugefäß zur Aussetzung und Verehrung des Allerheiligsten, der konsekrierten Hostie. Sie entstand nach dem Vorbild der Reliquien-Ostensorien seit dem Spätmittelalter im Zuge der Verbreitung der eucharistischen Anbetung und der Sakramentsprozessionen.